# OKB-1 150
OKB-1 150 je bil sovjetski dvomotorni reaktivni bombnik, ki so ga razvili po 2. svetovni vojni. Načrtovalni biro je vodil nemški inženir Brunolf Baade. Letalo ni vstopilo v serijsko proizvodnjo. 
Leta 1948 je OKB-1 začel delo na novem reaktivnem bombniku z oznako RB-2 (Reaktivnij Bombardirovščik). Sprva naj bi uporabljal dva motorja TR-3, potem so jih spremenili v Mikulin AMRD-04 in se potem speti vrnili na TR-3. TR-3 so bili manjši in so imeli manjši potisk. Za pomoč pri vzletu se je lahko namestilo štiri majhne rakete (JATO).
150 je imel za svoj čas revolucionaren krmilni sistem, deloma fly-by-wire - vendar brez modernega računalnika. Imel je tudi Rat turbino, ki je zagotavljala moč v primeru odpovedi motorjev. 
150 je imel kapaciteto 6000 kg bomb v notranjem nosilcu. Za samoobrambo je imel Š-23mm avtomatske topove.

## Specifikacije ('150')
- Posadka: 5
- Dolžina: 26.74 m (87 ft 8-3/4 in)
- Razpon kril: 24,1 m (79 ft 1 in)
- Višina: 7,6 m (24 ft 11-1/4 in)
- Površina kril: 158 m2 (1700 ft2)
- Prazna teža: 26100 kg (57550 lb)
- Gros teža: 47000 kg (103635 lb)
- Motor: 2 × Ljulka TR-3A, 49,05 kN (11025 lbf) vsak

- Maks. hitrost: 970 km/h (603 mph)
- Dolet: 4500 km (2800 milj)
- Čas leta: 5 ur 36 min
- Višina leta (servisna): 12500 m (41000 ft)
- Hitrost vzpenjanja: 16,66 m/s (3281 ft/min)

- Oborožitev:
- 1 x Š-23 (Špitalnij 23mm top) v sprednjem desnem delu
- 2 x Š-23 23mm top hrbtnem delu
- 2 x Š-23 23mm top v repnem delu
- 6 000 kg (13230 lb) bomb v notranjosti